# Джироламо да Карпі
Джироламо да Карпі (італ. Girolamo da Carpi також Джироламо да Селларі 1501 — 1 серпня, 1556) — італійський художник і архітектор перехідної доби від відродження до маньєризму. Коливання художньої манери митця між двома стилістичними напрямками та праця в різних художніх центрах Італії примушують дослідників відносити його творчість то до феррарської, то до болонської школи.

## Життєпис
Народився в місті Феррара. Походить з родини феррарського художника Томмазо Карпі. Первісні художні навички отримав в майстерні батька. Стажування пройшов в майстерні місцевого художника Гарофало (1481—1559). У віці двадцять років покинув Феррару і перебрався на працю в місто Болонья. До раннього періоду творчості належать релігійні картини, збережені в болонських церквах («Поклоніння Волхвів», «Містичні заручини Св. Катерини» тощо.) Працював в Римі, де підпав під впливи римського маньєризму зразка Джуліо Романо.
Отримав непогану освіту і працював художником по створенню фресок, релігійних і алегоричних картин, а також архітектором. Відомо, що працював в Римі по замові папи римського над ремонтом палацу Бельведер 1550 року. В місті Феррара виконав роботи по добудові замку місцевих володарів д'Есте, а також в місцевій церкві Сан Франческо. Як художник співпрацював з Доссо Доссі (1490—1542) та його братом Баттіста Доссі (1490—1548).
Помер в Феррарі.
Життєпис Джироламо да Карпі створив італійський історіограф Джорджо Вазарі.

## Вибрані картини
- «Містичні заручини Св. Катерини», Болонья
- «Поклоніння Волхвів», Болонья
- «Св. Лонгін»
- «Зшестя Св. Духа на апостолів», Ровіго
- «Св. Єронім», Феррара
- «Іван Хреститель», Феррара
- «Успіння Богородиці», Національна галерея, Вашингтон
- «Рятування Ангеліки», Художній музей Ель Пасо, Техас
- «Шанс та Каяття», Дрезденська картинна галерея
- «Богородиця у славі з чотирма святими», Дрезденська картинна галерея
- «Юдита з головою Олоферна», Дрезденська картинна галерея
- «Діана і Ендіміон», Дрезденська картинна галерея
- «Викрадення Ганімеда Зевсом у вигляді орла», Дрезденська картинна галерея
- «Венера у колісниці», Дрезденська картинна галерея
- «Христос та грішниця», Ермітаж, Санкт-Петербург
- «Портрет невідомого дворянина», Бергамо
- «Портрет Бінто Альтовіті літньою людиною»
- «Портрет невідомого з рукою на грудях»
- «Портрет Альфонсо ІІ д'Есте», Прадо, Мадрид
- «Портрет невідомого в береті і з золотим ланцюжком на грудях»
- «Монсіньор Маріо Браччі та кардинал Іпполіто де Медічі»

## Галерея

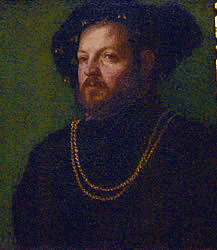
«Портрет невідомого в береті і з золотим ланцюжком на грудях»
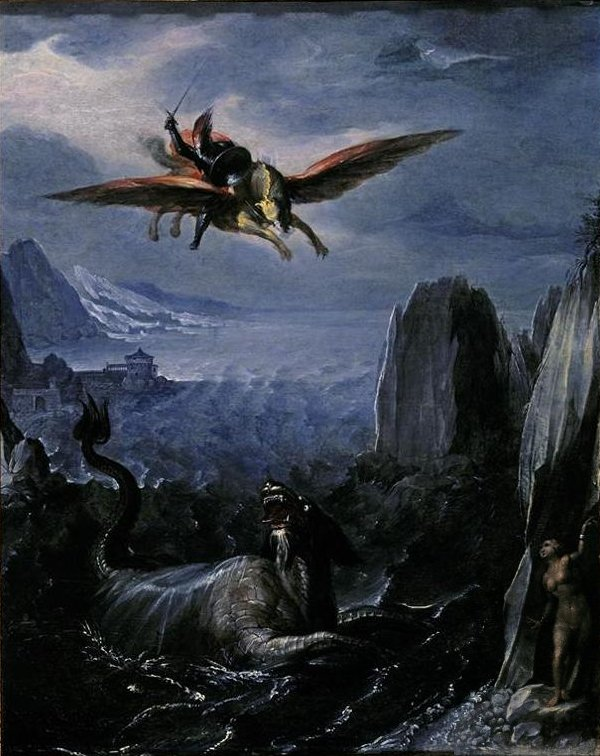
«Рятування Ангеліки» (за твором Аріосто), Художній музей Ель Пасо
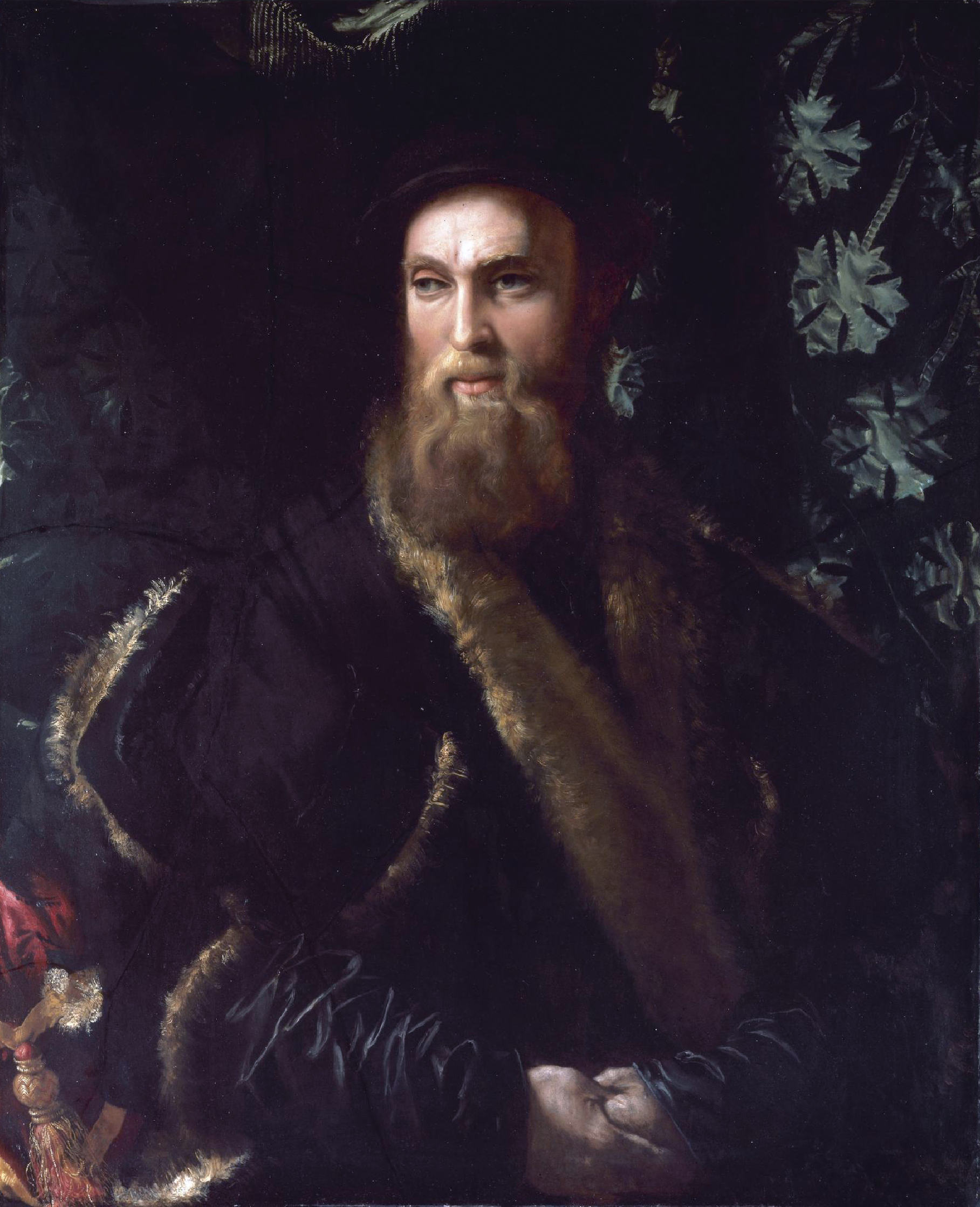
«Портрет Бінто Альтовіті літньою людиною»
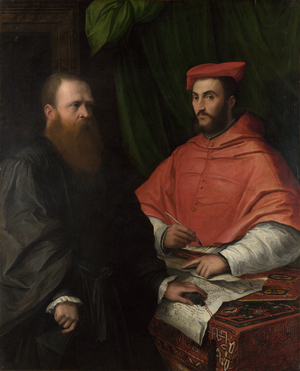
«Монсіньор Маріо Браччі та кардинал Іпполіто де Медічі»
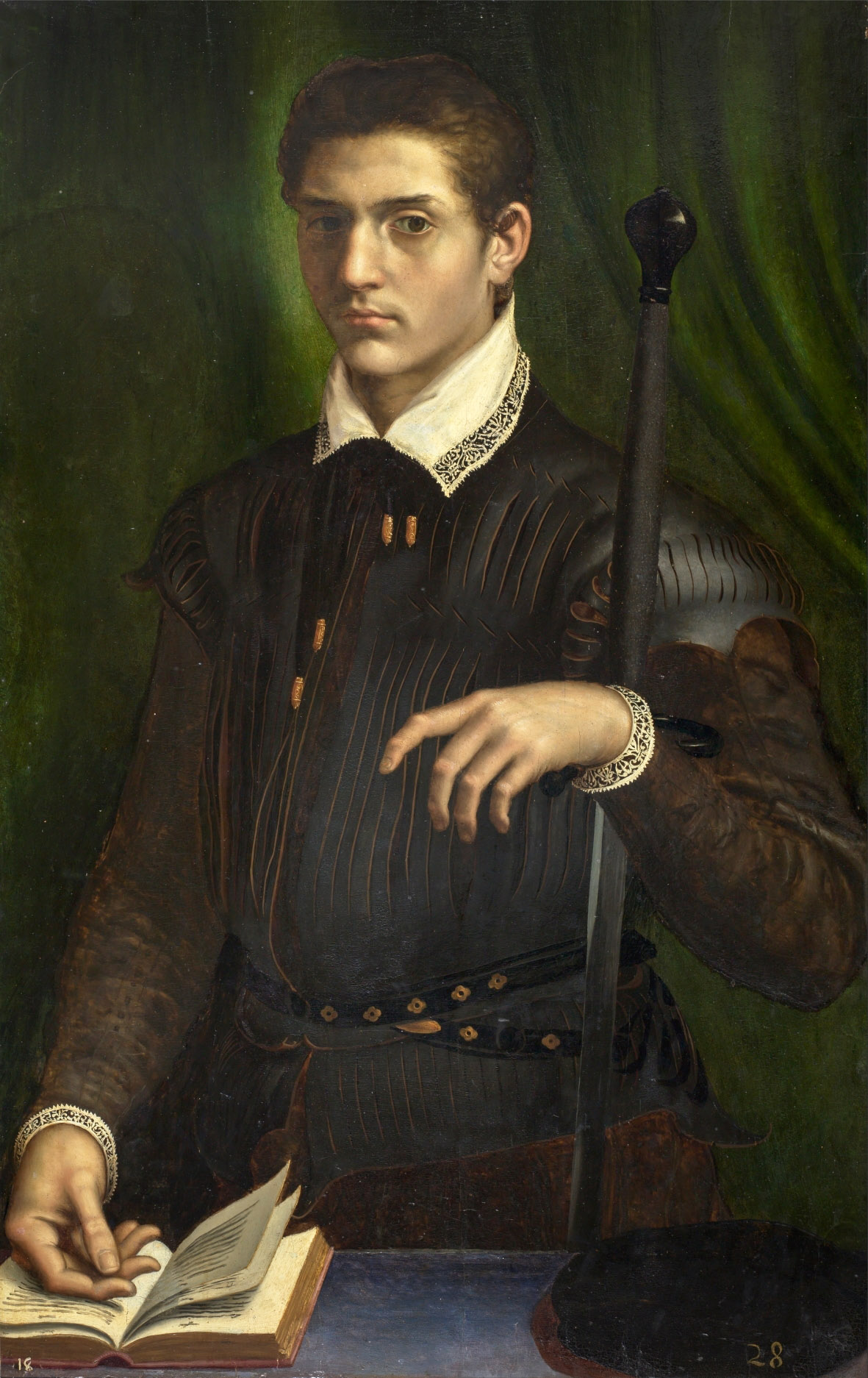
«Портрет Альфонсо ІІ д'Есте», Прадо, Мадрид
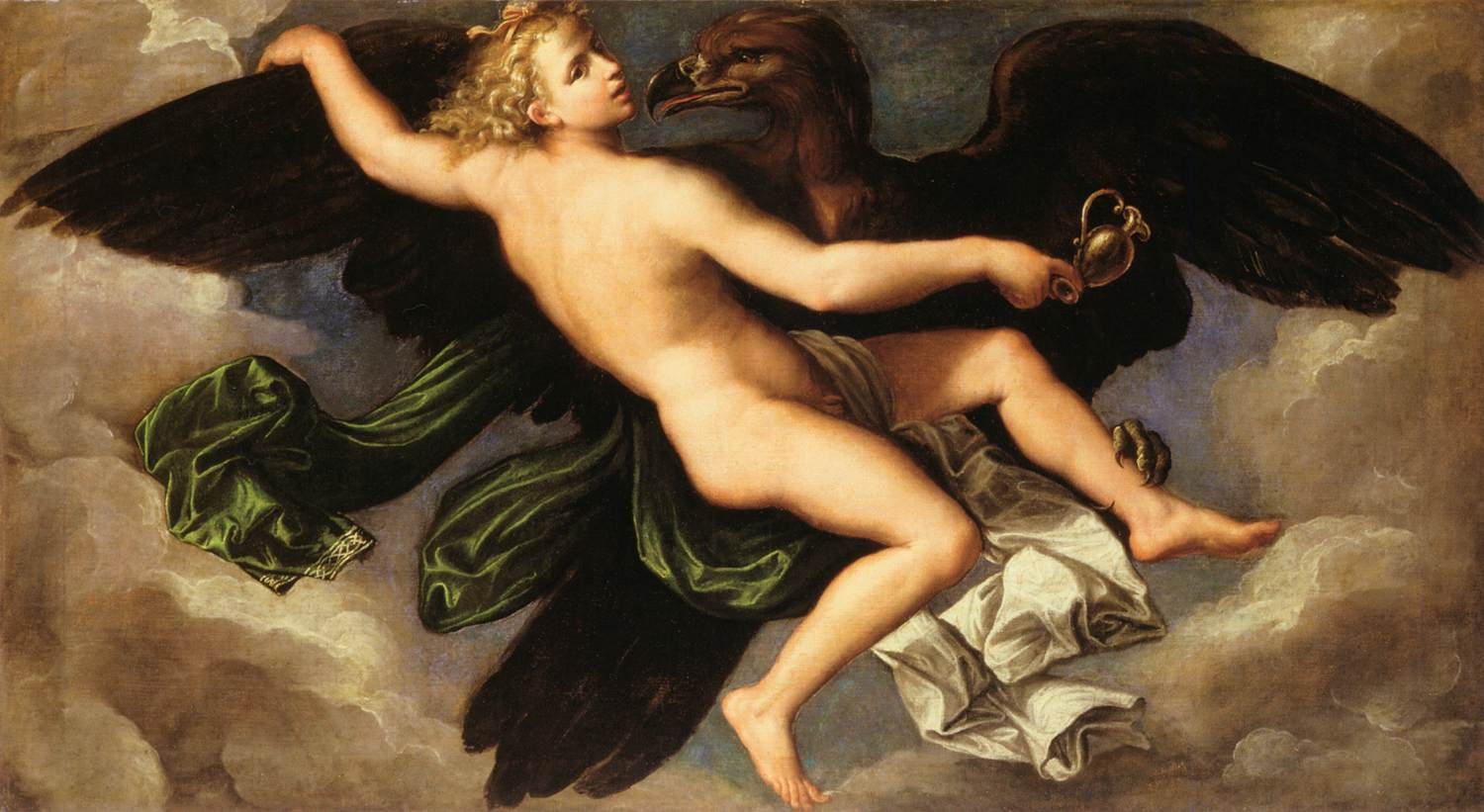
«Викрадення Ганімеда орлом Зевса»